# Öster-Noren
Öster-Noren är en sjö i Åre kommun i Jämtland och ingår i Indalsälvens huvudavrinningsområde. Sjön är 19,7 meter djup, har en yta på 4,72 kvadratkilometer och befinner sig 398,1 meter över havet. Öster-Noren ligger i Åreälven Natura 2000-område. Sjön avvattnas av vattendraget Indalsälven (Bodsjöströmmen).

## Delavrinningsområde
Öster-Noren ingår i det delavrinningsområde (704144-134951) som SMHI kallar för Utloppet av Öster-Noren. Medelhöjden är 441 meter över havet och ytan är 21,61 kvadratkilometer. Räknas de 260 avrinningsområdena uppströms in blir den ackumulerade arean 2 382,79 kvadratkilometer. Indalsälven (Bodsjöströmmen) som avvattnar avrinningsområdet har biflödesordning 2, vilket innebär att vattnet flödar genom totalt 2 vattendrag innan det når havet efter 332 kilometer. Avrinningsområdet består mestadels av skog (65 procent). Avrinningsområdet har 4,77 kvadratkilometer vattenytor vilket ger det en sjöprocent på 22,1 procent.